# دانييل موجون
دانييل موجون (مواليد 29 تموز/يوليو 1963 في برن بسويسرا) هو طبيب عيون سويسري وجراح عيون، وهو يُعدّ مخترع جراحة الحول محدودة التدخّل (MISS).

## المسيرة المهنية
درس دانييل موجون، وهو ابن المؤرّخ الفنّي لوك موجون، الطب في جامعة برن وفي جامعة كولومبيا في نيويورك بالولايات المتحدة. شغل مناصب عليا في كل من عيادة العيون الجامعية في برن وقسم طب العيون في مستشفى كانتون سانت غالن. في مستشفى برن الجامعي (إنسل شبيتال)، شغل منصب كبير أطباء قسم طب الحول وطب العيون العصبي، وكان أيضًا رئيس عيادة الزرق الخارجية. أمّا في قسم طب العيون في مستشفى كانتون سانت غالن، فقد ترأس مختبرات تخطيط حركات العين التجريبي. حاز على شهادة ما بعد الدكتوراه من عيادة العيون الجامعية في برن عام 2000. مذ ذاك، درّس في جامعة برن حيث أصبح أستاذًا فخريًا عام 2007، وهو أيضًا مستشار في عيادة العيون في جامعة يوهانس كيبلر لينتس. استقال عام 2012 من منصبع في مستشفى كانتون سانت غالن متفرّغًا لأبحاثه وعيادته الخاصة. موجون متأهّل من خبيرة الاقتصاد الصحي ستيفانيا موجون-آزي.

## الأبحاث العلمية
تُركّز في أبحاث دانييل موجون العلمية على الجوانب النفسية والاجتماعية للحَوَل. وقد أظهر في دراسات عديدة مدى تعرض مرضى الحَوَل للتهميش والوصم في حياتهم اليومية. وبصفته متخصصًا في علاج الحَوَل منذ تسعينيات القرن الماضي، طور موجون أيضًا جراحة الحول محدودة التدخّل(MISS)، حيث تُشَقّ المُلْتَحِمَة شقوقًا صغيرة جدًا يتراوح طولها بين مليمترين وثلاثة مليمترات كحد أقصى، وذلك على عكس تقنية هارمز التقليدية المتمثّلة بفتح حافة القرنية أو تقنية القبو التي طورها باركس. بعد مرور عشر سنوات على تقديم هذه الطريقة، أصبح الأمان الذي توفره وسرعة إعادة التأهيل بعدها معترفًا بهما على نطاق واسع. مع ذلك، فإن تعلمها وتنفيذها يُعدّ أصعب على الجراحين مقارنة بجراحة الحَوَل التقليدية التي تتضمن عادةً شقوقًا يزيد طولها عن سنتيمتر واحد.
استحدث موجون تقنيات جراحية أخرى محدودة التدخل في جراحة العين ومنها التقنية المعروفة بتقنية VIP (تقنية الضغط بالمواد اللزجة المرنة والسوائل المرطبة) لجراحة اعتام عدسة العين (الساد)، واستئصال الصلبة والقرنية العميق للعلاج الجراحي للزَرَق (الجلوكوما). ويُعدّ الزَرَق (الجلوكوما) محورًا آخر لأبحاث موجون، وقد أظهر مع مجموعته البحثية، من بين أمور أخرى، الارتباط الوثيق بين متلازمة انقطاع النفس النومي ومرض العيون الشائع هذا.
في عام 2016، أسس موجون الأكاديمية السويسرية لطب العيون بالتعاون مع عدد من أطباء العيون السويسريين (بما فيهم ديتمار ثوم وألبرت فرانشيسكيتي وكارل هيربورت). تهدف المؤسسة إلى التعزيز النشط لضمان الجودة والبحث والتعليم المستمر في مجال طب العيون العملي. في سبتمبر/أيلول 2018، كان موجون أول طبيب عيون سويسري يلقي محاضرة رئيسية في مؤتمر الجمعية الألمانية لطب العيون (DOG) حول موضوع جراحة العين محدودة التدخل. تقديرًا لمساهماته المبتكرة في مجال طب العيون الجراحي، وخاصة لاختراعه تقنية جراحة الحول محدودة التدخّل، كُرّم موجون في أبريل/نيسان 2019 بإلقاء محاضرة شرفية في يوم جاك كروفورد بجامعة تورنتو. في نوفمبر/تشرين الثاني 2020، كرّمته الأكاديمية الأمريكية لطب العيون (AAO) بوصفه "جنديًا مجهولاً" مُبتَكِرًا في جراحة العيون الحديثة لم يحظَ بالتقدير المستحق بعد. موجون هو أيضًا الداعم لمؤتمر دولي لجراحي اعتام عدسة العين، وهو مؤتمر عُقد للمرة الأولى في زيورخ في أكتوبر/تشرين الأول 2023.

## بعض إصداراته
- Gerste Ronald D (2019): “Daniel Mojon – Pionier der Minimally Invasive Strabismus Surgery (MISS), Schielen ist auch ein Stigma”, in: Schweizerische Ärztezeitung, 100(9), pp. 317–8.
- Mojon Daniel, Fine Howard (Eds.): “Minimally Invasive Ophthalmic Surgery”, Springer, Berlin, 2010, (ردمك 978-3-642-02601-0).
- Mojon DS (2016): “Früherkennung und Behandlung des Strabismus”, in: Therapeutische Umschau, 73, pp. 67–73.
- Mojon-Azzi SM, Mojon DS (2007): “Opinion of Headhunters about the Ability of Strabismic Subjects to obtain Employment”, in: Ophthalmologica, 221, pp. 430–3.
- Mojon-Azzi SM, Kunz A, Mojon DS (2011): “Strabismus and Discrimination in Children: are Children with Strabismus invited to Fewer Birthday Parties?” in: Br J Ophthalmol. 95, pp. 473–6.
- Kaup M, Mojon-Azzi SM, Kunz A, Mojon DS (2011): “Intraoperative Conversion Rate to a Large, Limbal Opening in Minimally Invasive Strabismus Surgery (MISS)”, in: Graefe’s Arch Clin Exp Ophthalmol. 249, pp. 1553–7.
- Mojon DS (2007): “Comparison of a New, Minimally Invasive Strabismus Surgery Technique with the Usual Limbal Approach for Rectus Muscle Recession and Plication”, in: Br J Ophthalmol. 91, pp. 76–82.
- Mojon DS (2008): “Minimally Invasive Strabismus Surgery for Horizontal Rectus Muscle Reoperations”, in: Br J Ophthalmol. 92, pp. 1648–1652.
- Mojon DS (2015): “Minimally Invasive Strabismus Surgery”, in: Eye (Lond). 29, pp. 225–233. doi:10.1038/eye.2014.281. Epub 2014 Nov 28.